# Zoe Díaz
Pour les articles homonymes, voir Díaz.
Zoe Díaz de Armas est une joueuse argentine de hockey sur gazon née le 5 juin 2006 à Buenos Aires. Elle a remporté avec l'équipe d'Argentine la médaille de bronze du tournoi féminin aux Jeux olympiques d'été de 2024, organisés à Paris.